# Norma Ray
Norma Ray, pseudonimo di Sylvie N'Doumbé (pronuncia in francese: [noʁma ʁɛː],pronuncia in italiano: [noːrma rɛ]); St-Etienne, 21 marzo 1970), è una cantante e doppiatrice francese di origini camerunesi.
Lei è anche la figlia di Frédéric N'Doumbé, calciatore camerunese che ha giocato per L'Associazione sportiva Saint-Étienne.Le sue canzoni più conosciute sono Tous les maux d'amour , Emporte-moi,Symphonie,Si tu veux de moi e Poussières d'étoiles.

## Discografia

### Albumi
- Poussières d'étoiles (2000)

### Singoli
- If it's love (1992)
- I Believe in You (1993)
- Crazy About You (1994)
- I need love (1994)
- Ready to go (1995)
- Remember (1998)
- Tous Les Maux D'amour (BRJ music, 1999)
- Emporte-moi (1999)
- Poussières d'étoiles (2000)
- Symphonie (2000)
- Si tu veux de moi (2001)

## Doppiaggi (in Francese)
- Sister Act - Una svitata in abito da suora
- Sister Act 2 - Più svitata che mai,
- Hercules,
- Il re leone II - Il regno di Simba,
- Koda, fratello orso,
- Le follie di Kronk,
- Koda, fratello orso 2,
- La principessa e il ranocchio,
- Rio,
- Rio 2 - Missione Amazzonia